# Teurihorn
Das Teurihorn ist ein Berg der Splügener Kalkberge im Schweizer Kanton Graubünden. Es ist 2972 m ü. M. hoch.
In seinem Nordwesten liegt das gut 100 Meter höhere Alperschällihorn, im Süden das Dorf Splügen. Vom Steilerhorn im Norden ist es durch die Teurilücke getrennt. Das Teurihorn fällt nach Westen steil ab in ein unbewohntes Tobel, durch das der Stutzbach nach Splügen fliesst. Die auffallend helle Farbe des Berges ist dem Kalkstein zu verdanken, aus dem er besteht.
Der Anstieg auf das Teurihorn erfolgt von Nordosten von Sufers aus über wegloses Gelände. Er ist mit dem Schwierigkeitsgrad T5 klassifiziert. Auf dem Gipfel steht eine Steinpyramide; das Gipfelbuch stammt aus dem Jahr 1986.

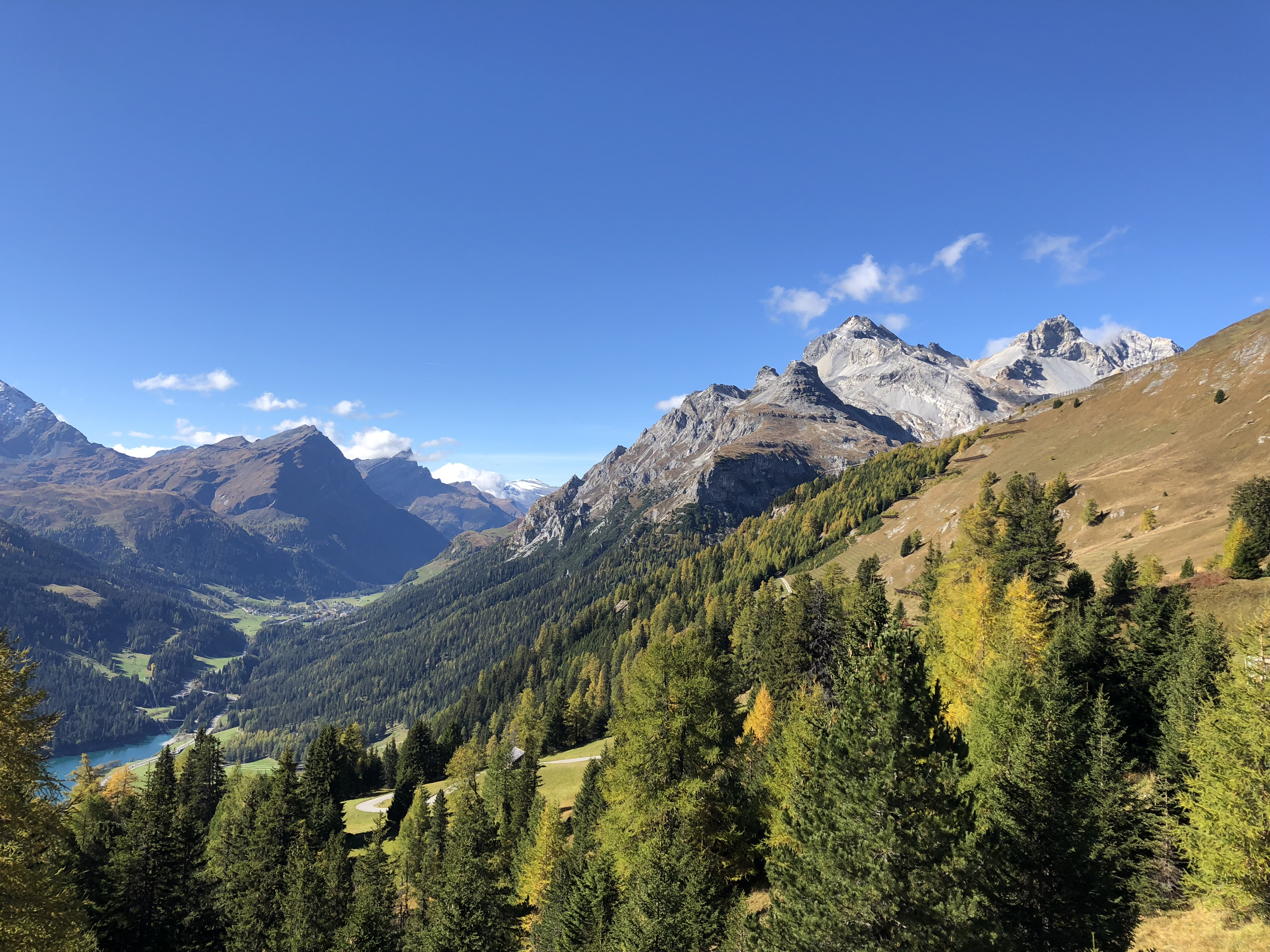
Das Teurihorn rechts der Mitte, Ansicht von Osten. Unten die Strasse zum Lai da Vons; links hinten im Tal Splügen, darüber der Guggernüll